# Заметрайтер, Курт
Курт Заметрайтер (нем. Kurt Sametreiter; 9 апреля 1922, Вена, Австрия — 28 января 2017) — обершарфюрер ваффен-СС, был награждён Рыцарским крестом Железного креста.

## Биография
Был награждён Рыцарским крестом во время Курской битвы. Во время битвы под Прохоровкой он был командиром взвода 3-й роты 1-го батальона 1-й дивизии СС. 1-ю дивизию, бывшую тогда частью 2-го танкового корпуса СС, атаковали два советских танковых корпуса. Благодаря обершарфюреру Заметрайтеру были уничтожены 24 танка за одно сражение.